# Samsung Galaxy M56 5G
Samsung Galaxy M56 5G — смартфон середнього рівня, розроблений Samsung Electronics, що входить до серії Galaxy M. Був представлений 17 квітня 2025 року. Також 7 травня того ж року був представлений Samsung Galaxy F56 5G, що відрізняється від Samsung Galaxy M56 5G тільки кольорами.

## Дизайн
Передня і задня панелі виконані зі скла Corning Gorilla Glass Victus+, а рамка — з пластику. Дизайн острівця тилової камери схожий на такий в Samsung Galaxy M16 5G.
Знизу знаходяться роз'єм USB-C, динамік та мікрофон, зверху — другий мікрофон, зліва — лоток під 2 SIM-картки, а справа — гойдалка регулювання гучності та кнопка блокування.
Смартфони доступні в наступних кольорах:
| Galaxy M56 5G | Galaxy M56 5G  | Galaxy F56 5G | Galaxy F56 5G |
| Колір         | Назва          | Колір         | Назва         |
| ------------- | -------------- | ------------- | ------------- |
|               | Чорний         |               | Зелений       |
|               | Світло-зелений |               | Фіолетовий    |

## Технічні характеристики

### Апаратне забезпечення
Пристрої отримали систему на кристалі Exynos 1480, що до того використовувався в Samsung Galaxy A55 5G. Смартфони мають 8 ГБ оперативної пам'яті типу LPDDR5X та 128 або 256 ГБ пам'яті постійного зберігання типу UFS 3.1.

#### Акумулятор
Акумуляторна батарея отримала об'єм 5000 мА·год та підтримку швидкої зарядки на 45 Вт.

#### Камера
Моделі отримали основну потрійну камеру, що складається із ширококутного об'єктива на 50 Мп з діафрагмою f/1.8, фазовим автофокусом та оптичною стабілізацією зображення, надширококутного об'єктива на 8 Мп з діафрагмою f/2.2 і макрооб'єктива на 2 Мп з діафрагмою f/2.4. Також Моделі отримали ширококутну фронтальну камеру на 12 Мп з діафрагмою f/2.2. Основна та фронтальна камери вміють записувати відео в роздільній здатності 4K@30fps.

#### Екран
Смартфони мають 6,74-дюймовий екран Infinity-O (з круглим вирізом) типу Super AMOLED+ з роздільною здатністю Full HD+ (2340 × 1080), щільністю пікселів 382 ppi, співвідношенням сторін 19,5:9 і частотою оновлення дисплея 120 Гц. Також під дисплей вбудовано оптичний сканер відбитків пальців.

### Програмне забезпечення
Смартфони були випущені на One UI 7.0 на базі Android 15.